# Elacatis ochripes
Elacatis ochripes es una especie de coleóptero de la familia Salpingidae.

## Distribución geográfica
Habita en Palawan (Filipinas).